# Ławsk (gromada)
Ławsk – dawna gromada, czyli najmniejsza jednostka podziału terytorialnego Polskiej Rzeczypospolitej Ludowej w latach 1954–1972.
Gromady, z gromadzkimi radami narodowymi (GRN) jako organami władzy najniższego stopnia na wsi, funkcjonowały od reformy reorganizującej administrację wiejską przeprowadzonej jesienią 1954 do momentu ich zniesienia z dniem 1 stycznia 1973, tym samym wypierając organizację gminną w latach 1954–1972.
Gromadę Ławsk z siedzibą GRN w Ławsku utworzono – jako jedną z 8759 gromad – w powiecie grajewskim w woj. białostockim, na mocy uchwały nr 15/V WRN w Białymstoku z dnia 4 października 1954. W skład jednostki weszły obszary dotychczasowych gromad Ławsk, Nieciki, Modzele, Jaki, Szymany i Niebrzydy ze zniesionej gminy Wąsosz w tymże powiecie. Dla gromady ustalono 14 członków gromadzkiej rady narodowej.
1 stycznia 1969 gromadę Ławsk zniesiono, włączając jej obszar do gromad Słucz (wsie Jaki, Niebrzydy, Nieciki i Szymany) i Wąsosz (wsie Modzele i Ławsk).